# جک کوک (بازیکن فوتبال)
جک کوک (انگلیسی: Jack Cook؛ 27 July 1887 – ۱۹۵۲ (۶۴−۶۵ سال)) بازیکن فوتبال بود.